# Henk Kummeling

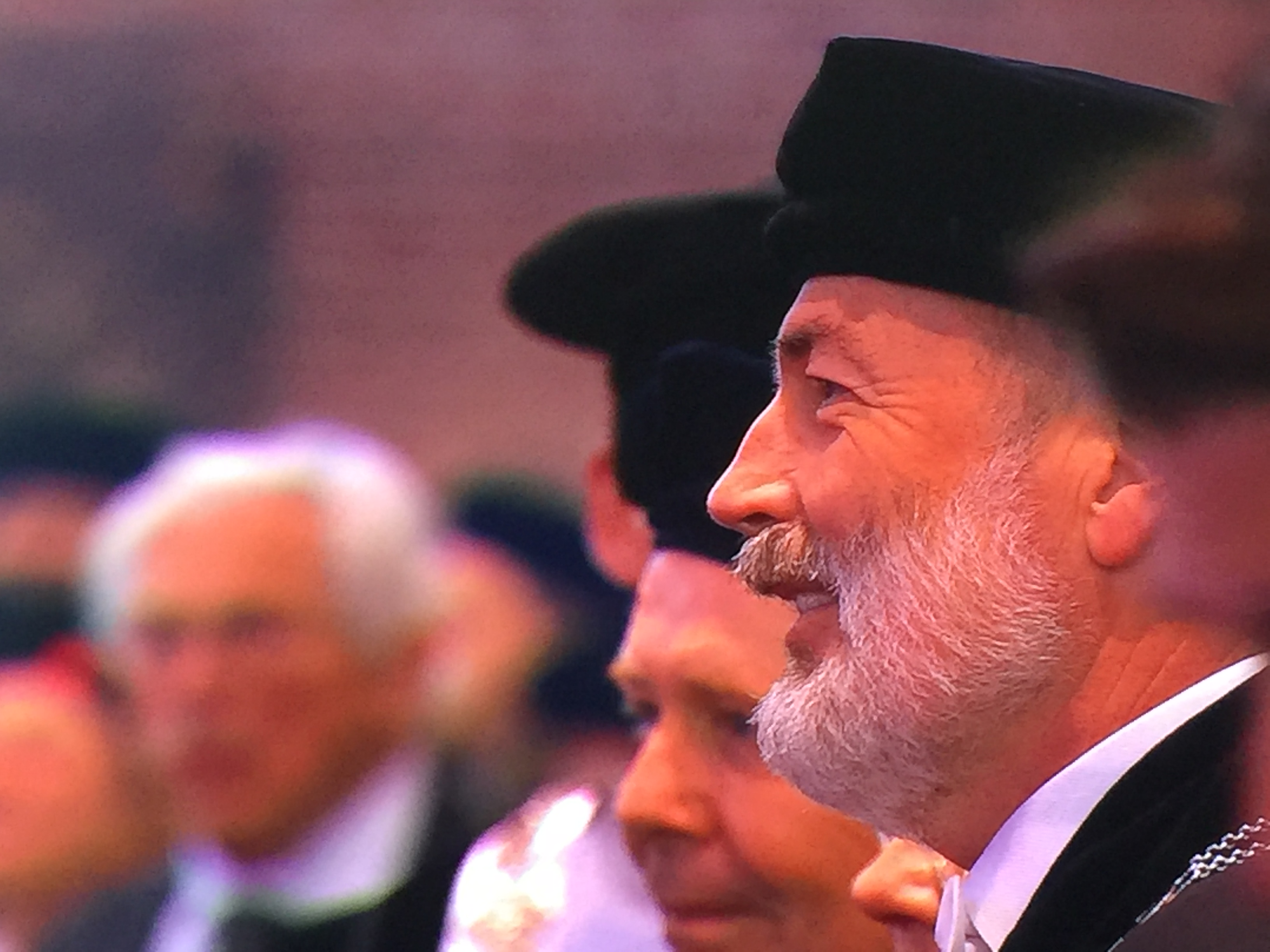
Kummeling (2025)

Hendrikus Rutgerus Bernardus Maria „Henk“ Kummeling (* 10. Januar 1961 in Pannerden) ist ein niederländischer Rechtswissenschaftler und Hochschullehrer an der Universität Utrecht. Seit 1. Juni 2018 ist er Rektor der Universität Utrecht.

## Leben und Wirken
Kummeling studierte Rechtswissenschaften an der Universität Nijmegen. Dort wurde er 1988 mit der von Tijn Kortmann betreuten rechtsvergleichend-öffentlichrechtlichen Schrift Advisering in het publiekrecht. Een rechtsvergelijkende studie. Een wetenschappelijke proeve op het gebied van de rechtsgeleerdheid zum Dr. iur. promoviert. Anschließend war er ab 1989 als außerordentlicher Professor für Staats- und Verwaltungsrecht an der Universität Utrecht tätig. 1994 wurde er ordentlicher Professor für Verfassungs- und Verwaltungsrecht an der Universität Tilburg. Ein Jahr später wechselte er auf den ordentlichen Lehrstuhl für Staats- und Verwaltungsrecht an der Universität Utrecht, den er seitdem innehat. Von 2008 bis 2014 war er Dekan der Utrechter rechts- und wirtschaftswissenschaftlichen Fakultät. 
Seit 1. Juni 2018 ist er Rektor der Utrechter Universität.
Seine Forschungsschwerpunkte liegen vor allem im niederländischen Kommunalrecht, zu dem er als Mitherausgeber einen in mehrfacher Auflage erschienenen Kommentar verfasst hat. Ebenfalls widmet er sich schwerpunktmäßig dem Verfassungs- und Parlamentsrecht der Niederlande, zu dem ebenfalls zahlreiche Publikationen vorliegen.
Seit Dezember 2024 hat Kummeling den Vorsitz der Coalition for Advancing Research Assessment (CoARA) inne, einer Initiative zur Reform der Forschungsbewertung. 